# Tingkeum (Darul Imarah)
Tingkeum is een bestuurslaag in het regentschap Aceh Besar van de provincie Atjeh, Indonesië. Tingkeum telt 897 inwoners (volkstelling 2010).